# Коншин, Николай Михайлович
Никола́й Миха́йлович Ко́ншин (10 [21] декабря 1793 — 31 октября [12 ноября] 1859) — русский писатель и историк, переводчик, деятель системы образования.

## Биография
Родился 10 (21) декабря 1793 года в Вологде в дворянской семье. Учился в Вологодской гимназии. Дворянин Тверской губернии.
Отправленный в 1805 году в Санкт-Петербург для определения в кадетский корпус, Коншин, за неимением документов, доказывающих его дворянское происхождение, был зачислен в роту для разночинцев 1-го кадетского корпуса, откуда выпущен через 3 года кондуктором в инженерный корпус. В 1811 году был переведён юнкером-фейерверкером в гвардейскую конную артиллерию, и в конце того же года произведён по экзамену в прапорщики. В 1812 году находился с 20-й конной ротой под Смоленском, затем — в Брянске. В военных действиях участия не принимал. В 1814 году участвовал в походе к Варшаве и Кракову. В 1818 году он оставил военную службу и поступил в Департамент мануфактур и внутренней торговли; но в следующем же году перешёл обратно в военную службу, в которой и пробыл до 1824 года.
В этом году Коншин, в чине коллежского асессора, был определён чиновником особых поручений при костромской казённой палате; затем в течение 1825—1827 года служил в департаменте податей и разных сборов и в тверской казённой палате, и наконец в 1829 году, после двухлетней отставки, был назначен правителем канцелярии главноуправляющего Царским Селом и дворцовым правлением. В этой должности он оставался более 3 лет.
В 1837 году Коншин был определён директором училищ Тверской губернии, откуда 28 августа 1849 года переведён директором вновь открытой 4-й московской гимназии, а через год назначен директором ярославского Демидовского лицея и директором училищ Ярославской губернии. После шестилетнего пребывания Коншина на этой должности возникли обвинения его со стороны наставников в разных злоупотреблениях и в 1856 году он был отставлен, несмотря на то, что не все обвинения были доказаны. Эти обвинения возникли отчасти потому, что Коншин, будучи по образованию ниже лицейских профессоров и наставников, относился к ним несколько самовластно и в видах «увеличения средств Лицея» всегда принимал сторону учащихся, особенно из дворян. В качестве директора лицея Коншин, обращал наибольшее внимание на работы по перестройке лицея, не забывая также и фрунтовой службы: воспитанники учебных заведений «маршировали при нём не хуже кадетов»; что касается преподавания, то Коншин требовал фактичности, не любил никаких мудрствований и ставил главной целью всех наук — «прославление Творца вселенной». В мае 1859 года он был назначен главным инспектором училищ Западной Сибири, умер 31 октября (12 ноября) 1859 года в Омске, не успев вступить в должность. Похоронен в Омске в ограде Пророко-Ильинской церкви (захоронение не сохранилось).
Жена, Евдокия Яковлевна (урождённая Васильева).

## Литературная деятельность
Интереснейшую часть его биографии представляет литературная деятельность. Ещё в 1819 году, в Нейшлотском полку, Коншин познакомился и близко сошёлся с унтер-офицером поэтом Е. А. Баратынским, вместе с которым в 1823 году написал сатирические куплеты, задевавшие власть — это и вынудило его уйти в отставку. Через Баратынского сблизился с А. А. Дельвигом и впоследствии, особенно во время жизни в Царском Селе, с самим Пушкиным и со многими другими членами так называемого Пушкинского кружка. Вёл переписку с М. Н. Погодиным, Н. М. Языковым, П. А. Плетнёвым. В 1820 году в журнале «Благонамеренный» Коншин напечатал своё первое стихотворение — «Баратынскому», представляющее подражание стихотворению Баратынского «Дельвигу». С 1821 года Коншин сотрудничал в журнале «Соревнователь просвещения и благотворения» и в № 8 за 1821 год поместил недурное стихотворение: «Барону К.***» в 1824 году, в № 7 — небольшое стихотворение «К Лиде», заключающее в себе описание Финляндской природы. Там же Коншин напечатал и своё первое крупное произведение — поэму «Владетель волшебного хрусталька», перепечатанную отдельной книжкой (СПб., 1825). Автор придавал этой поэме большое значение. Значительно лучше были мелкие стихотворения Коншина, особенно «Поход», «К ручью», «Воспоминание», имеющее автобиографический интерес. Наиболее известное его стихотворение — «Век юный, прелестный» (1826), как «Цыганская песня» (музыка А. Л. Гурилёва) оно вошло во многие песенники XIX века. В 1830 году Коншин выступил с альманахом «Царское Село», куда вошли 42 стихотворения Пушкина, Дельвига, Баратынского, Ф. Н. Глинки, Е. Ф. Розена, самого Коншина и др., и 6 повестей и романов, в том числе повесть самого Коншина «Остров на садовом озере», отличающаяся крайним сентиментализмом. В 1833 году Коншин издал книжку «Две повести (из записок о Финляндии)»; из них одна, «Густав Верт», представляет подражание «Гану Исландцу» Гюго, а другая, «Тайна» — самостоятельна и довольно удачна. Через год появился его трёхтомный роман «Граф Обаянский, или Смоленск в 1812 г.». По отзыву профессора А. А. Кирпичникова: «Историческая часть романа бледна, а романтическая скучна до крайности; даже слог испещрён курьёзными неправильностями. Но доброе сердце автора и оптимизм его выражаются и здесь и, пожалуй, ещё с большей рельефностью, нежели где бы то ни было». В. Г. Белинский отозвался об этом романе очень неодобрительно. После этого отзыва Белинского, Коншин только через 6 лет, в 1841 году, напечатал три последних стихотворения. Написал мемуарные заметки о Дельвиге, Жуковском, Баратынском. С его слов были записаны рассказы о Пушкине и Крылове.
Коншин был также довольно деятельным переводчиком. В 1822 и 1823 годах в «Соревнователе просвещения» он поместил два переводных с французского отрывка из Робертсоновой «Истории Карла V». В 1823 году напечатан его перевод обширного сочинения «Царствование Карла Великого, короля французского, императора западного», за который он был награждён от Государя бриллиантовым перстнем.
С переездом в Тверь Коншин особенно усердно занялся отечественной историей. В 1840 году в «Маяке» он поместил свою статью: «Взгляд на древнюю Тверь» (написана преимущественно по Карамзину), и в 1847 году в «Московских ведомостях» и отдельно — «Об Оршинском монастыре и открытых в нём древностях». В 1848 году ему удалось найти в Новгороде рукописный сборник, в котором оказался древний список Домостроя с неизвестной до тех пор последней главой «Послание и наказание от отца к сыну». По этому-то, главным образом, списку и был в 1849 году во «Временнике» напечатан Домострой под редакцией Коншина. Вышедшие в свет в 1840-х годах «Акты исторические» дали Коншину материал для исследований: в Императорской Публичной библиотеке хранятся многочисленные его рукописи и между ними несколько статей, обработанных на основании первоисточников: «Боярин М. В. Шеин»; «Нечто о царе Борисе Годунове»; «Еретики XVII в.»; «О князе Иване Хворостинине»; «О чудной белозерской грамоте»; «Следственное дело об убиении царевича Димитрия» — автор на основании тщательной разработки материалов приходит к выводу о невиновности Годунова в убиении царевича. Кроме того, в виде черновых имеются статьи «Марья Ивановна Хлопова»; «Сцена времён великого князя Василия Ивановича»; «Бездетная супруга XVI ст.» и «Об епитрахили». В 1874 году в «Чтениях Московского общества истории и древн. российских» (кн. 1) из его рукописей была напечатана "Записка о новгородской рукописи, упоминаемой в «Словаре историческом о бывших в России писателях духовного чина грекороссийской церкви, изд. II, СПб., 1827 г., т. II, стр. 203», с приложением трёх, выписанных из «Сборника Сильвестровского» писем, адресованных к Голохвастову; а в 1884 году в «Историческом вестнике», № 8, стр. 263—286 — помещены «Воспоминания» Коншина о 1812 годе, в сокращённом и несколько переработанном по части слога виде.

## Сочинения
- Владетель волшебного хрусталика (Аллегорическая сказка в стихах). — СПб.: Тип. Имп. Воспитат. Дома, 1825. — 28 с.
- Две повести. — СПб.: Тип. вдовы Плюшар с сыном, 1833. — 87 с.
- Граф Обоянский, или Смоленск в 1812 году. Рассказ инвалида. Ч. 1—3. — СПб.: А. Ф. Фариков, 1834.
- Оршин монастырь Тверской епархии. Сказание о найденных древних богослужебных вещах. — М.: Университетск. тип., 1847. — 24 с.
- Речь, произнесенная директором Демидовского лицея Н. Коншиным в торжественном заседании 6 июня 1853 г. в день 50-летнего юбилея лицейского. — М.: Тип. Губ. правл., 1853. — 7 с.